# Lợn cỏ
Lợn cỏ hay lợn nít hay lợn cắp nách là một giống lợn nuôi bản địa của Việt Nam. Chúng khối lượng nhỏ, gầy, èo uột, chậm lớn và là đặc sản của một số vùng đất nghèo ở miền Trung mà chủ yếu là ở các tỉnh khu IV cũ, gắn liền với một thời kỳ của một nền kinh tế nghèo nàn, với việc quản lý kém trong thời kỳ bao cấp, lợn được nuôi tự phát và thoái hóa do phối giống cận huyết. Người miền Trung còn gọi chúng là heo cặng có nghĩa là heo nuôi mãi không lớn.

## Phạm vi
Chúng được nuôi nhiều ở các tỉnh Nghệ An, Hà Tĩnh, khu vực Bình Trị Thiên, đặc biệt chúng là vật nuôi đặc sản của người Mường và cũng là truyền thống của đồng bào các dân tộc miền núi Nghệ An nói chung. Lợn thích nghi ở các tỉnh Miền Trung Việt Nam như Nghệ An, Hà Tĩnh, Quảng Bình, Quảng Trị, Thừa Thiên - Huế, Quảng Nam, Đà Nẵng, Quảng Ngãi, Bình Định.

## Đặc điểm
Lợn cỏ là giống lợn có thân hình nhỏ, lợn cỏ có tầm vóc nhỏ, nhỏ hơn so với các giống lợn nội khác. Thể trạng của lợn trưởng thành trung bình vào khoảng 30 – 35 kg, trọng lượng tối đa chỉ từ 20–25 kg/con. Nuôi thịt 10 -12 tháng tuổi, đạt 27 – 30 kg. Khi định tiêu chuẩn cho lợn đực giống Cỏ, rất khó khăn khi phải định tiêu chuẩn giống là phải từ 20 kg trở lên bởi vì cả tỉnh khó tìm thấy con đực có trọng lượng lớn hơn 20 kg. Lợn cỏ chậm lớn, một năm chỉ đạt khoảng 30 – 40 kg, trong khi lợn lai cùng thời gian đạt từ 80 – 100 kg.
Do chúng có tầm vóc, khối lượng nhỏ, gầy còm, chậm lớn nên tỷ lệ thịt cho khá thấp. Tỉ lệ móc hàm thấp 40 - 50%, lợn nuôi thịt đến khoảng 25–30 kg giết thịt, tỷ lệ thịt xẻ thấp, phần bụng (nội quan) và đầu lớn, tính ra tỷ lệ thịt xẻ chỉ đạt khoảng 50 – 55%. Thịt lợn ngon nhất là nuôi khoảng 6 tháng, đạt khoảng 15 kg, nhiều khách còn gọi là lợn cắp nách vì con lợn chỉ to hơn con mèo trưởng thành một chút. Tuy vậy thịt chúng mỡ ít, thịt săn chắc, thơm ngon và là giống lợn hướng thịt, lấy nạc và là đặc sản.
Lợn có màu da và lông đen tuyền, mõm dài, chân nhỏ, Đại đa số là lợn lang trắng đen, mõm dài, xương nhỏ, chủ yếu đi bán, bụng xệ, da mỏng, lông thưa, màu da trắng bợt thể hiện sự yếu ớt, thiếu chất, vóc nhỏ, mõm dài, chậm lớn. Lợn cỏ thuần chủng của dân tộc Mường có lông xù, dày, tai nhỏ, chân nhỏ, mõm dài và thon gọn. Lợn chạy nhanh, nhiều người thấy lợn hay chạy vụt ngang qua đường. Giống lợn này dễ nuôi, sức đề kháng tốt, dễ bán. Chúng lại chịu đựng khí hậu khắc nghiệt (nóng) và thức ăn hạn chế. 

## Sinh trưởng
Lợn đực thường nhỏ hơn lợn cái do phải phối giống sớm. Phần lớn lợn đực giống là gây ngay từ lợn con trong đàn, lợn con nhảy mẹ nên đồng huyết rất nặng. Lợn mỗi năm đẻ 1,2 – 1,3 lứa, mỗi lứa chỉ 6 – bảy con. Do tác động của thức ăn nghèo dinh dưỡng và cộng thêm phối giống đồng huyết như việc con giao phối với mẹ (con nhảy mẹ) tạo nên. Khối lượng lợn con lúc cai sữa (2 tháng tuổi) khoảng 3 kg. Lợn nái động dục rất sớm, khoảng 3 tháng tuổi. Tuổi đẻ lứa đầu thường khoảng 10 tháng tuổi. Lợn đực động dục cũng sớm: 2 – 3 tháng tuổi. Do lợn nhảy quá sớm và không được quản lý riêng, làm việc quá sức nên lợn đực giống thường không lớn được. 

## Phát triển
Trước những năm 60, giống lợn này thấy nhiều ở các tỉnh Nghệ An, Hà Tĩnh, khu vực Bình Trị Thiên. Do lợi ích kinh tế thấp và nhất là sau khi có chủ trương phổ biến rộng lợn Móng Cái ra các tỉnh miền Trung thì đàn lợn này bị thu hẹp nhanh chóng, không ai nuôi lợn đực nữa và giống lợn này gần như tuyệt chủng. Có một số con lợn con cai sữa để lại đã bị tạp giao nhưng không hề thấy con đực giống. Trước sự phát triển của nền kinh tế thị trường,giống lợn cỏ ở Việt Nam đã dần bị lãng quên. Hiện nay, nhiều xã vùng sâu, vùng cao vẫn còn bảo tồn những giống lợn thuần chủng, nhưng việc nuôi chỉ mang tính tự cung, tự cấp.
Tuy vậy ở một số nơi như huyện Quỳ Hợp, nhiều bản vùng cao, vùng sâu, vùng xa đã hầu như vắng bóng giống lợn cỏ truyền thống, trong khi đó, nhu cầu về giống lợn này lại đang ngày một tăng. Từ thị trấn cho đến các thành phố lớn, người ta hay gọi là đặc sản lợn nít. ngoài chọn được giống lợn cỏ thuần chủng thì phương thức nuôi ảnh hưởng lớn đến chất lượng thịt. Nhiều thương lái ở các nơi khác lên mua rồi về vỗ béo, lông và da sẽ mỡ màng, nhưng thịt không thơm, ngon, da dòn như nuôi theo cách truyền thống.Hàng năm, cứ vào dịp gần tết, mọi người, nhất là tư thương ở các nơi lại lên săn lùng, không phải đem đi bán. Lợn thả rông hoặc thả vườn, cho ăn đơn giản như rau trộn cám, thái củ sắn cho ăn sống
Phát triển chăn nuôi lợn cỏ của dân tộc Mường theo hướng hàng hoá là một hướng đi đúng, góp phần khai thác tiềm năng, thế mạnh của các xã vùng cao, vùng sâu. Lợn cỏ được nhiều người ưa chuộng, nhưng vấn đề xây dựng và giữ vững thương hiệu. Huyện Quỳ Hợp đã đầu tư 90 triệu đồng để tổ chức mô hình thí điểm, nhằm hục hồi và phát triển giống lợn cỏ truyền thống ở xã vùng cao Liên Hợp, bao gồm: Đầu tư giống lợn cỏ được mua về từ các huyện Quế Phong, Quỳ Châu, Tương Dương; thức ăn hoàn toàn không phải từ công nghiệp chế biến; tập huấn kỹ thuật và tiêm phòng, chăm sóc... Mô hình này tuy bước đầu còn nhỏ, lượng tiền đầu tư chưa nhiều, nhưng được đồng bào vùng cao xã Liên Hợp rất hoan nghênh và tham gia tích cực.
Hiện nay, nhiều xã vùng sâu, vùng cao vẫn còn bảo tồn những giống lợn thuần chủng, nhưng việc nuôi chỉ mang tính tự cung, tự cấp. Mới đây đã xuất hiện những hộ, mô hình nuôi quy mô, đem lại hiệu quả kinh tế cao. Không ít hộ đã chuyển từ nuôi lợn lai sang nuôi lợn địa phương, nuôi từ phương thức tự cấp sang hướng hàng hoá. Xã đã đưa chăn nuôi lợn cỏ địa phương vào Nghị quyết trong kế hoạch phát triển kinh tế của xã, coi đây là một mũi nhọn. Bởi, hướng đi này tận dụng những thế mạnh về giống, đất đai, vườn đồi rộng, cách nuôi phù hợp với người dân.

## Trong văn hóa
Cách chế biến món thịt lợn cỏ theo truyền thống của dân tộc Mường không phức tạp. Lợn thả rông hoặc thả vườn được thui vàng bằng rơm. Để giữ được độ ngọt của thịt phải rửa sạch con lợn trước khi mổ lấy phần nội tạng, sau đó, phần thịt không rửa lại với nước. Thịt được pha thành từng miếng, cùng lòng, dồi đem hấp trên bếp củi, phần xương đem nấu với nõn chuối rừng. Thịt ba chỉ thái chỉ, ướp hành, nước mắm rồi quấn lá bưởi bên ngoài, kẹp vào thanh tre nướng trên than hồng. Lá bưởi quện vào thịt, dưới sức nóng của than, thịt săn vàng, toả mùi thơm. Thịt lợn chín tới, thái lát mỏng bày trên lá chuối tươi xanh. Khi ăn, chấm với muối rang và hạt dổi nướng dã nhỏ. Món ăn sẽ giữ được độ ngọt của thịt, giòn của mỡ và bì hoà với mùi thơm của lá chuối, hạt dổi, đậm đà của muối rang. Từ lợn cỏ cũng có thể chế biến món thịt lợn quay với lá mắc mật, phết mật ong rừng.
Trong Ẩm thực của người Mường có món Lợn cỏ thui luộc. Lợn được nuôi thả rông cho ăn rau rừng và uống nước suối để thịt có độ săn chắc và thơm ngon. Khi muốn giết mổ, dùng rơm thui vàng, thui đến đâu cạo lông đến đó. Để giữ được độ ngọt của thịt phải rửa sạch con lợn trước khi lấy phần nội tạng, sau đó, phần thịt không rửa lại với nước, mà chỉ lấy lạt giang buộc treo lên cho ráo. Thịt lợn làm như vậy sẽ để được lâu, không bị ôi thiu. Khi muốn ăn, thịt được pha ra cho vào nồi luộc trên bếp củi ở nhiệt độ vừa phải. Khi thịt vừa chín tới đem thái mỏng bày lên lá chuối rừng tươi xanh. Khi ăn chấm với muối rang và hạt dổi nướng giã nhỏ. Món ăn sẽ giữ được độ ngọt của thịt, giòn của mỡ và bì hòa với mùi thơm của lá chuối, hạt dổi, vị đậm đà của muối rang.